# NGC 2558
NGC 2558 (другие обозначения — UGC 4331, MCG 4-20-22, ZWG 119.50, NPM1G +20.0168, PGC 23337) — спиральная галактика в созвездии Рака. Открыта Уильямом Гершелем в 1787 году.
Этот объект входит в число перечисленных в оригинальной редакции «Нового общего каталога».
Галактика NGC 2558 входит в состав группы галактик NGC 2563, удалённой на 68 мегапарсек. Помимо NGC 2558 в группу также входят ещё 13 галактик. Она удалена от центральной галактики скопления — NGC 2563 — не менее чем на 739 килопарсек, её ядро относится к типу LINER. Звёздная масса галактики составляет 5,3⋅1010 M⊙.